# Wishing (If I Had a Photograph of You)
"Wishing (If I had a Photograph of You)" é uma música de 1982 da banda britânica A Flock of Seagulls, a música de abertura e único hit single de seu segundo álbum Listen. A canção exemplifica a "solidão espaçada do synth-pop" e anseio por amantes ausentes e imaginários, e é conhecida por sua camada de enchimento de sintetizador no estilo Wall of Sound - uma "música hipnótica com várias camadas", de acordo com AllMusic.
Ao contrário do hit de 1982 da banda "I Ran (So Far Away)", em grande parte um hit dos Estados Unidos e da Austrália, "Wishing" teve um forte desempenho no país de origem da banda, o Reino Unido, e alcançou o Top 10 do UK Singles Chart; nos EUA alcançou o Top 30 na Billboard Hot 100 em meados de 1983. Foi popular na África do Sul, alcançando a posição #8.

## Faixas
7" Jive 25 (Reino Unido) – 1982
1. "Wishing (if I had a picture of you)" (4:00)
2. "Committed" (2:50)

12" Jive T25 (Reino Unido) – 1982
1. "Wishing (If I Had a Photograph of You) (Long Version)" (9:08)
2. "Committed" (5:34)
3. "Wishing (If I Had a Photograph of You) (Short Version)" (4:57)

12" Jive VJ 12014 (Estados Unidos) – 1982
1. "Wishing (If I Had a Photograph of You)" (6:03)
2. "The Flight of Yuri Gagarin" (7:03)
3. "Rosenmontag" (8:01)
4. "Committed (Extended Version)" (5:34)

CD August Day 41 (Reino Unido) – 2019
1. "Wishing (If I Had A Photograph Of You) [Extended Remix]" (8:34)
2. "Wishing (If I Had A Photograph Of You) [Ilya Santana Remix]" (6:08)
3. "Wishing (If I Had A Photograph Of You) [Soda Pimps Remix]" (4:06)
4. "Wishing (If I Had A Photograph Of You) [Chris Coco Dub]" (6:52)
5. "Wishing (If I Had A Photograph Of You) [Extended Instrumental]" (8:34)
6. "Wishing (If I Had A Photograph Of You) [Ilya Santana Instrumental Remix]" (6:08)
7. "Wishing (If I Had A Photograph Of You) [Orchestral Version]" (5:32)

## Desempenho nas paradas musicais
| Parada nos países (1982-1983)                   | Pico de posição |
| ----------------------------------------------- | --------------- |
| Australia Kent Report                           | 46              |
| Canada Top Singles (RPM)                        | 10              |
| França (SNEP)                                   | 1               |
| Alemanha Singles Chart                          | 37              |
| Irlanda Singles Chart                           | 6               |
| Nova Zelandia RIANZ Singles Chart               | 33              |
| África do Sul Singles Chart                     | 8               |
| Reino Unido Singles Chart                       | 10              |
| Estados Unidos Billboard Hot 100                | 26              |
| Estados Unidos Billboard Mainstream Rock Tracks | 3               |
| Estados Unidos Billboard Hot Dance Club Play    | 26              |
| Estados Unidos Cash Box Top 100                 | 35              |

| Região                                              | Certificação | Vendas   |
| --------------------------------------------------- | ------------ | -------- |
| Reino Unido (BPI)                                   | Prata        | 200,000^ |
| ^números de vendas baseados somente na certificação |              |          |